# Сабо, Иштван (кинематографист)
И́штван Са́бо (венг. Szabó István; ['sɒboː ˈiʃtvaːn ]; род. 18 февраля 1938, Будапешт) — венгерский кинорежиссёр, сценарист и писатель. Один из членов-учредителей Европейской киноакадемии.
С 1960-х годов является одним из ведущих кинематографистов Венгрии. Его картины созданы в традициях европейского авторского кино и охватывают социальные, политические и психологические конфликты новейшей истории центральной Европы. Студентом Института театра и кино в 1959 создал свой первый короткометражный фильм и в 1964 первый полнометражный.
Пик международного успеха наступил благодаря драме «Мефисто», получившей в 1982 премию «Оскар» за лучший фильм на иностранном языке. С конца 1980-х годов большая часть фильмов Сабо поддерживается европейскими странами и создается на различных языках. Несмотря на это, он продолжает работать в Венгрии.

## Биография
Иштван Сабо родился 18 февраля 1938 года в Будапеште в семье еврейского происхождения, вынужденной скрываться во время нацистской диктатуры Салаши. После окончания средней школы работал репортёром на радио. В 1956 году поступил на режиссёрский факультет Академии театра и кино в Будапеште на курс Феликса Мариашши. В ходе учёбы он снимает несколько короткометражных фильмов («Вариации на тему», «Ты»). Его дипломный фильм «Концерт» получает успех на нескольких международных фестивалях.

## Стиль
Ранние произведения Сабо, такие как «Фильм о любви» и «Улица Пожарных, 25», созданы под влиянием французской новой волны и содержат эксперименты с формой и подачей, порой стирая границы между снами, воспоминаниями и реальностью. Каждый фильм содержит иконографичность, режиссёр пытается подчеркнуть её, придавая каждому объекту и месту символичное значение. В «Будапештских сказках» центральным символом является человек и трамвайный вагон, используемый на протяжении всего творчества.

## Немецкая трилогия
Фильмы «Мефисто», «Полковник Редль» и «Хануссен» образуют «немецкую трилогию» Иштвана Сабо, принёсшую ему мировую славу. Однако наиболее значительный вклад в киноискусство составляют его ранняя картина «Отец», а также фильмы режиссёра, выпущенные в 1970-х годах: «Фильм о любви», «Улица Пожарных, 25» и «Будапештские сказки». Снятые после «немецкой трилогии» работы режиссёра несут на себе печать академизма.

## Фильмография

### Полнометражные фильмы
- 1964 — Пора мечтаний / Álmodozások kora
- 1966 — Отец / Apa
- 1970 — Фильм о любви / Szerelmesfilm
- 1971 — Будапешт, за что я его люблю / Budapest, amiért szeretem
- 1973 — Улица Пожарных, 25 / Tűzoltó utca 25.
- 1976 — Будапештские сказки / Budapesti mesék
- 1980 — Доверие / Bizalom
- 1980 — Зелёная птица / Der Grüne Vogel
- 1981 — Мефисто / Mephisto
- 1985 — Полковник Редль / Redl ezredes
- 1988 — Хануссен / Hanussen
- 1991 — Встреча с Венерой / Meeting Venus
- 1992 — Милая Эмма, дорогая Бёбе / Édes Emma, drága Böbe
- 1999 — Вкус солнечного света / Sunshine
- 2001 — Мнения сторон / Taking Sides
- 2002 — На десять минут старше: Виолончель (эпизод «Десять минут спустя») / Ten Minutes Older: The Cello (segment Ten Minutes After)
- 2004 — Театр / Being Julia
- 2006 — Родственники / Rokonok
- 2011 — Дверь (по одноимённому роману Магды Сабо)

### Короткометражные фильмы
- 1959 — A Hetedik napon
- 1960 — Плакат / Plakátragasztó
- 1961 — Вариации на тему / Variációk egy témára
- 1963 — Ты / Te
- 1963 — Концерт / Koncert
- 1965 — Сказка торговца для детей / Kresz-mese gyerekeknek
- 1967 — Почтение / Kegyelet
- 1972 — Сны о доме / Álom a házról
- 1977 — Карта города / Várostérkép

### Телевизионные фильмы
- 1974 — Премьера / Ősbemutató
- 1982 — Levél apámhoz
- 1983 — Кошки-мышки / Katzenspiel
- 1984 — Бали / Bali
- 1996 — Тайны Оффенбаха / Offenbachs Geheimnis

### Актёрские работы
- 1981 — Мефисто / Mephisto
- 1984 — Бали / Bali
- 1985 — Полковник Редль / Redl ezredes — офицер на аукционе
- 1989 — Túsztörténet — врач
- 1994 — Utrius — врач
- 1997 — Franciska vasárnapjai — врач
- 1998 — TV a város szélén
- 1998 — Вандомская площадь / Place Vendôme — Чарли Розен
- 2001 — Мнения сторон / Taking Sides — пассажир в поезде
- 2004 — Предок / Shem — призрак на кладбище
- 2006 — Родственники / Rokonok — мистер Менцель (озвучка)
- 2006 — Я обслуживал английского короля / Obsluhoval jsem anglického krále — биржевой маклер

## Награды и номинации
- Командорский Крест со звездой ордена Заслуг (2002 год);
- Командор ордена «За заслуги перед Итальянской Республикой» (17 июня 2002 года, Италия)[8];
- Медаль Пушкина (21 декабря 2005 года, Россия) — за большой вклад в сближение и взаимообогащение культур народов Российской Федерации и Венгерской Республики и укрепление дружественных отношений[9];
- Медаль Гёте (1994 год);
- Московский МКФ: Гран-при за фильм «Отец» (1967 год); номинация на приз Золотой «Святой Георгий» за фильм «Родственники» (2006 год);
- Европейская киноакадемия: Лучшие сценарии «Милая Эмма, дорогая Бёбе — Наброски, обнаженные фигуры» (1992 год) и «Вкус солнечного света» (1999 год);
- Берлинский кинофестиваль: специальный приз жюри, Серебряный Медведь, номинация на Золотого Медведя за фильм «Доверие» (1980 год); специальный приз экуменического жюри, Серебряный Медведь, номинация на Золотого Медведя за фильм «Милая Эмма, дорогая Бёбе — Наброски, обнаженные фигуры» (1992 год);
- Премия Британской академии кино и телевизионных искусств: Лучший фильм на иностранном языке за картину «Полковник Редль» (1986 год)
- Оскар: Лучший фильм на иностранном языке за картину «Мефисто» (1982 год)
- Каннский кинофестиваль: Приз «Специальное упоминание» за фильм «Ты» (1963 год); номинация на Золотую пальмовую ветвь за фильм «Будапештские сказки» (1976 год), Лучший сценарий и Приз международной ассоциации кинокритиков (ФИПРЕССИ) за фильм «Мефисто» (1981 год); Приз жюри, номинация на Золотую пальмовую ветвь за фильм «Полковник Редль» (1985 год); номинация на Золотую пальмовую ветвь за фильм «Хануссен» (1988 год);
- Приз «Параджановский талер» (2013, Ереванский кинофестиваль);
- Премия венгерских кинокритиков: лучший короткометражный фильм за картину «Вариации на тему» (1963 год); специальная премия за фильм «Мнения сторон» (2003 год);
- Премия имени Белы Балажа (1967 год);
- Премия имени Кошута (1975 год);
- Почётный гражданин XIII округа Будапешта (2001 год).